# Пролеб
Пролеб (нем. Proleb) — коммуна (нем. Gemeinde) в Австрии, в федеральной земле Штирия. 
Входит в состав округа Леобен.  Население составляет 1645 человек (на 31 декабря 2005 года). Занимает площадь 24,49 км². Официальный код  —  6 11 11.

## Политическая ситуация
Бургомистр коммуны — Вернер Шер (СДПА) по результатам выборов 2005 года.
Совет представителей коммуны (нем. Gemeinderat) состоит из 15 мест.
- СДПА занимает 10 мест.
- АНП занимает 5 мест.